# Aéroport d'El Goléa
L'aéroport d'El Goléa (code IATA : ELG • code OACI : DAUE) est un aéroport algérien à vocation nationale, situé sur la commune d'El Menia à 1,5 km au sud-ouest de la ville.

## Présentation
L’aéroport d'El Menia (El Golea) est un aéroport civil desservant la ville d'El Menia et sa région (le sud de la wilaya de Ghardaïa). 
L’aéroport est géré par l'EGSA d'Alger.

## Situation

### Carte des aéroports de l'Algérie
'
| \| 100 km1:14 790 000 \| Adrar Alger Annaba Batna Béjaïa Biskra Boufarik Chlef Constantine Ghardaïa Hassi Messaoud In Amenas Jijel Oran Sétif Tamanrasset Tébessa Tlemcen Béchar Bordj Mokhtar Djanet El Bayadh El Goléa El Oued Illizi In Salah Ghriss Ouargla Tiaret Timimoun Tindouf Touggourt |
| 100 km1:14 790 000 |

Carte statique des aéroports d'Algérie.Carte dynamique des aéroports d'Algérie.

## Historique
Il a été ouvert au trafic aéroportuaire publique en 1959. Une nouvelle aérogare de 2 400 m2 a été inauguré le 1er juin 2013.

## Infrastructures liées

### Pistes
L’aéroport dispose de deux pistes, la première, en béton bitumineux d'une longueur de 3 000 m et la seconde, en asphalte, d'une longueur de 1 800 m.

### Aérogare

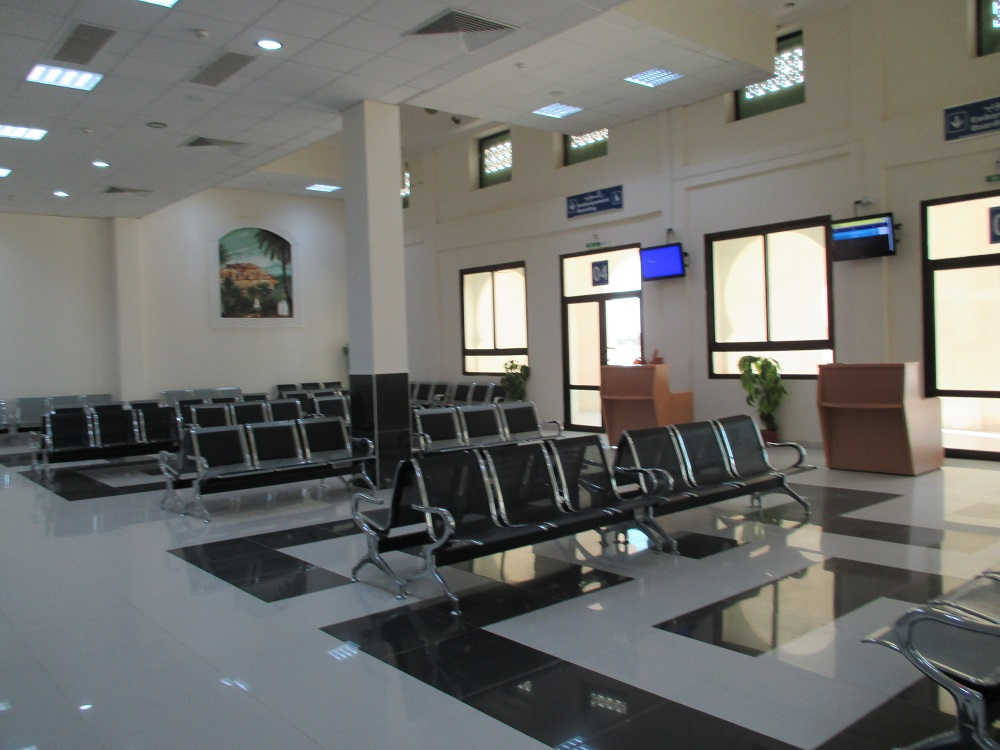
L'intérieur de l'aérogare.

### Accès
Situé à 2 km à l’ouest de la ville d’El Menia, on y accède en moins de 5 minutes par la route. Il dispose de 60 places de parking.

## Compagnies et destinations
| Compagnies  | Destinations                                                               |
| ----------- | -------------------------------------------------------------------------- |
| Air Algérie | Alger-Houari-Boumédiène, Ouargla, Tamanrasset, Constantine-Mohamed-Boudiaf |

Édité le 07/02/2018  Actualisé le 07/06/2023

## Statistiques
| Années | Traffic passagers |
| ------ | ----------------- |
| 2020   | 4 382             |
| 2019   | 13 433            |
| 2018   | 12 211            |
| 2008   | 12 677            |
| 2007   | 9 056             |
| 2006   | 3 277             |
| 2005   | 3 405             |
| 2004   | 6 380             |
| 2003   | 12 063            |
| 2002   | 11 710            |